# Raffaella Corrales
Raffaella Corrales (Madrid, enero de 1963) es una política y activista por los derechos LGBT española. Actualmente se desempeña como miembro de la Plataforma Feminista de Guadalajara y copresidenta de EACEC LGTBI.

## Vida y carrera
Si bien Rafaella supo que era una mujer trans años antes, no fue hasta 2018 que salió públicamente del armario, a la edad de 55 años.
Entre los años 2019 y 2023 fue concejala de Tórtola de Henares, Guadalajara, así como secretaria LGTBI de Podemos en Castilla-La Mancha.
En 2021 fue una de las involucradas en la huelga de hambre de marzo de 2021, que abogaba por la tramitación y desbloqueo de la ley trans.
En 2022, tras el anuncio de su candidatura a la alcaldía de Guadalajara, Raffaella fue víctima de un intento de ridiculización por parte del periodista Javier Negre, quién se refirió a ella entrecomillando la palabra candidata. Tras esto Rafaella recibió apoyos públicos de la entonces ministra de Igualdad Irene Montero, la secretaria de Estado Ángela Rodríguez y el coordinador autonómico José Luis García.
Fue candidata por parte de la formación Sumar al Congreso de los Diputados en las elecciones generales del 23 de julio de 2023.